# Koninginneplein (Venlo)
Het Koninginneplein is een plein en rotonde in het centrum van Venlo, tegenover het station Venlo.

## Aan het plein

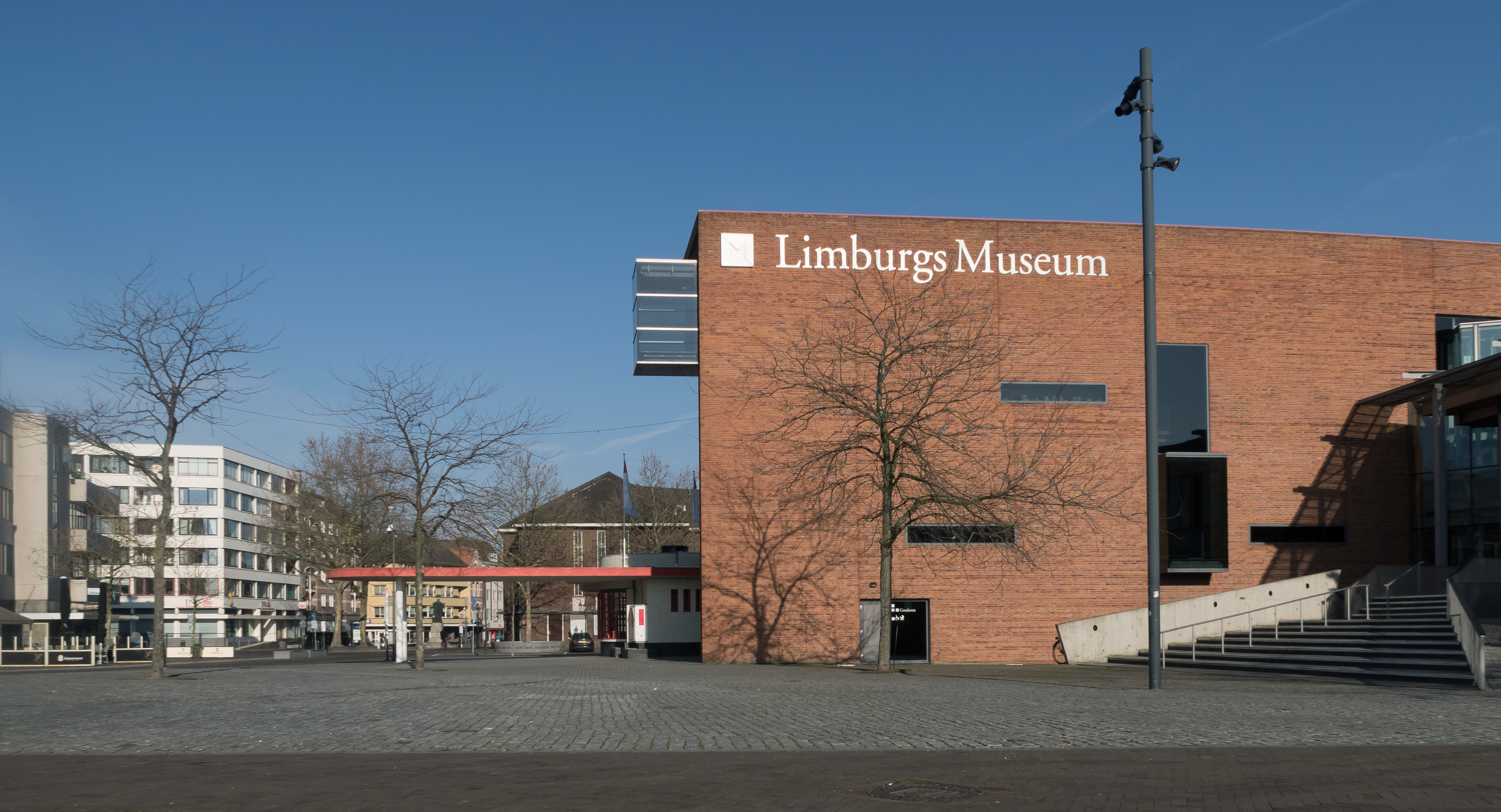
Ingang Limburgs Museum aan pleinzijde

Aan het Koninginneplein ligt verder het Limburgs Museum. Ook het Julianapark grenst aan het plein. Via dit park is tevens de Wereldvredesvlam, die aan de achterzijde van het museum ligt, bereikbaar. Tevens is Station Venlo vanaf het plein toegankelijk.

## Doorgaande wegen
De N271 maakt geen gebruik meer van het plein, maar loopt er onderdoor. De Kaldenkerkerweg, die voorheen een doorgaande weg was, is sinds de herstructurering van het plein minder druk geworden.

## Kunstwerken

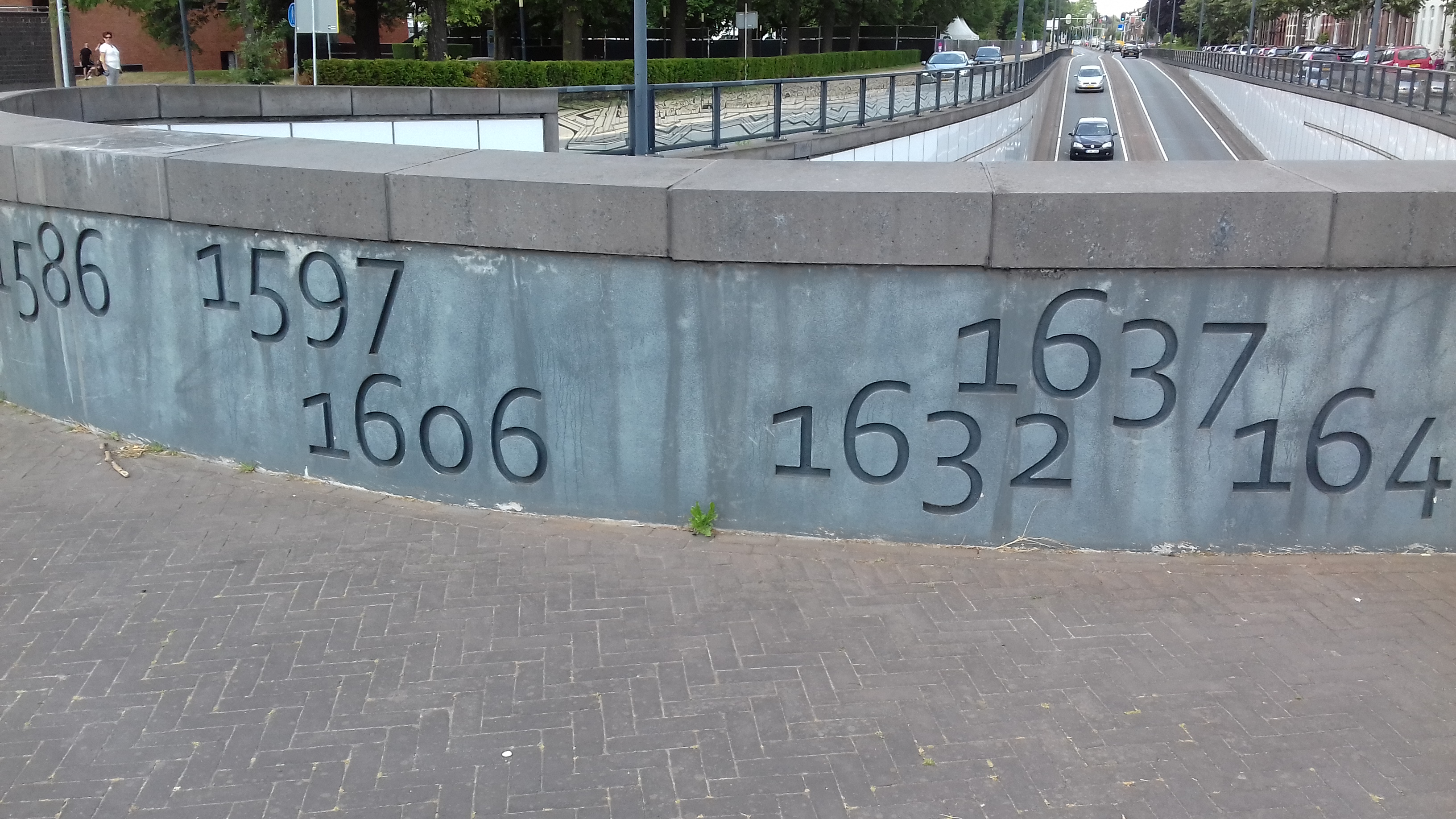
Jaartallen op de balustrades aan het plein

Sinds mei 2011 loopt er een tunnel onder het Koninginneplein door. Op de balustrades van de onderdoorgang worden de jaartallen van de belegeringen van de stad getoond. Tot aan de aanleg van de tunnel was tevens de Keulsepoort aangesloten op het plein, maar door de aanleg van de tunnel zou deze aansluiting te ingewikkeld worden. Daarom is vanaf dat moment de Keulsepoort alleen nog voor fietsers en voetgangers bereikbaar vanaf het plein.